# Louise de Coligny

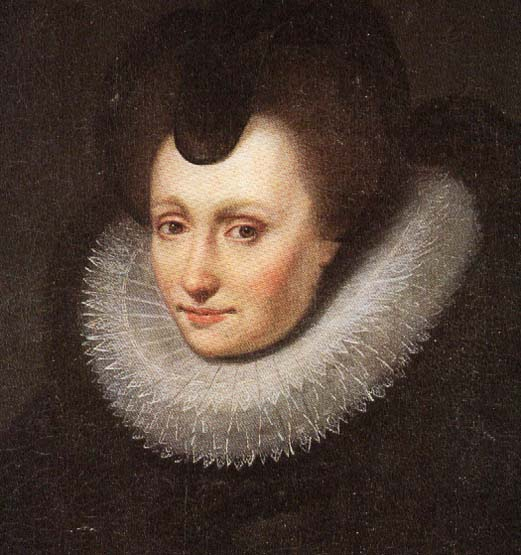
Louise de Coligny

Louise de Coligny (* 23. September 1555 in Châtillon-sur-Loing; † 13. November 1620 in Fontainebleau) war durch Heirat mit Wilhelm I. von Oranien-Nassau ab 1583 Fürstin von Oranien-Nassau. 

## Leben

### Kindheit
Louise kam als ältestes Kind des französischen Admirals Gaspard II. de Coligny und dessen Frau Charlotte de Laval (1530–1568), Tochter des Grafen Guy XVI. de Laval, zur Welt. Sie wurde humanistisch und als Tochter des französischen Hugenottenführers streng protestantisch erzogen. Nach dem frühen Tod ihrer Mutter wurde sie in die Obhut von Jeanne d’Albret, der Königin von Navarra, gegeben. Hier wurde sie Freundin des Sohnes der Königin, des späteren Königs Heinrich IV.

### Gräfin von Téligny
Als Louise siebzehn Jahre alt war, heiratete sie auf Anraten ihres Vaters 1571 den Grafen Charles de Téligny (1535–1572), einen Favoriten des französischen Königs Karl IX. Sowohl er als auch ihr Vater wurden kurz darauf in der Bartholomäusnacht am 24. August 1572 ermordet, da sie nicht zum Katholizismus konvertieren wollten. Louise musste mit ihrer Schwiegermutter Jacqueline d’Entremonts zunächst nach Savoyen und schließlich in die Schweiz flüchten. Hier lebte sie in Basel und Bern.
Nach dem Edikt von Beaulieu konnte sie 1576 nach Frankreich zurückkehren und lebte auf den Gütern ihres verstorbenen Mannes in Lierville. Sie erschien nur einmal bei Hof, um die Titel und Güter ihres Vaters zurückzufordern.

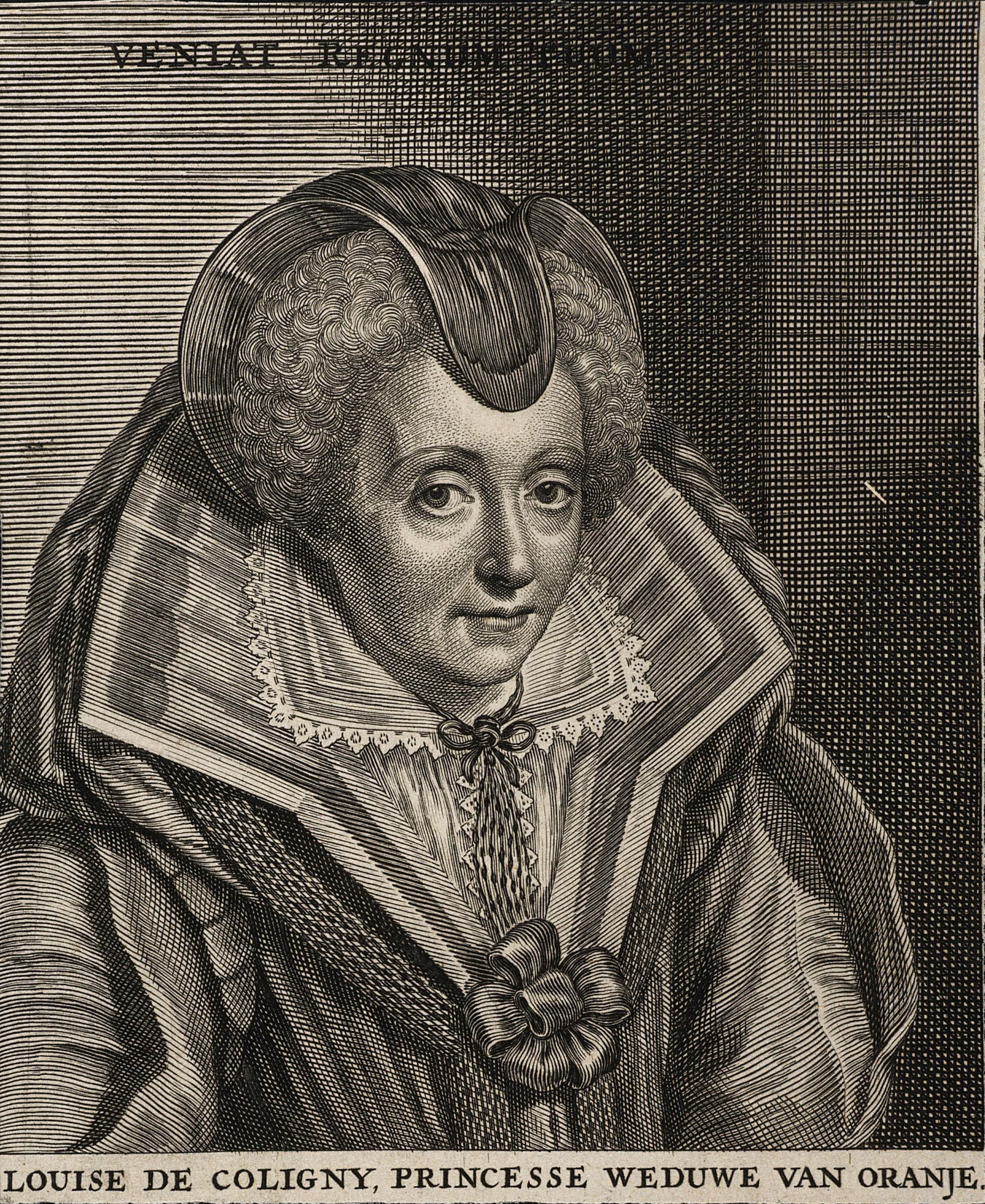
Louise de Coligny, Fürstin von Oranien

### Fürstin von Oranien-Nassau
Louise heiratete Fürst Wilhelm I. von Oranien-Nassau am 21. April 1583 in Antwerpen als dessen vierte Ehefrau und wurde 1584 Mutter von Friedrich Heinrich, Wilhelms viertem ehelichen Sohn und zukünftigen Prinzen von Oranien, der das einzige Kind dieser Ehe bleiben sollte.
Nach der Ermordung ihres Mannes 1584, die sie mitansehen musste, zog sie sowohl ihren Sohn als auch seine Töchter aus dritter Ehe auf und kümmerte sich um deren protestantische Eheschließungen. Um Kontakte zu französischen Hugenotten zu knüpfen, war sie mit ihren Stieftöchtern Elisabeth Flandrika und Charlotte Brabantina 1594 eigens nach Paris gereist. Besonders kümmerte sie sich auch um die Tochter der letzteren, ihre Enkelin Charlotte de La Trémoille, der späteren Countess of Derby.
Aufgrund ihrer ausgezeichneten Verbindungen zu protestantischen Familien und ihrer fortbestehenden Freundschaft mit Heinrich IV. spielte sie eine bedeutende Rolle im politischen Leben Frankreichs und der Niederlande.
Louise lebte bis ein Jahr vor ihrem Tod in Delft. Nach dem blutigen Ausgang des politischen Konflikts zwischen ihrem Stiefsohn, Statthalter Moritz von Oranien, und dem Landsadvokat von Holland, Johan van Oldenbarnevelt, für dessen Begnadigung sie sich 1619 zusammen mit dem französischen Botschafter Benjamin Aubery du Maurier vergeblich eingesetzt hatte, verließ sie die Niederlande und ging an den Hof der Maria von Medici auf Schloss Fontainebleau, wo sie auch starb.
Ihr ganzes Leben lang blieb sie Verfechterin des Protestantismus. Sie ist in der Nieuwe Kerk in Delft bestattet.
Siehe auch Haus Coligny